# 윌리엄 엘리엇 (미국의 정치인)
윌리엄 엘리엇(William Elliott, 1838년 9월 3일 ~ 1907년 12월 7일)는 미국의 정치인이다.

## 학력
- 사우스캐롤라이나 대학교 뷰퍼트
- 하버드 대학교
- 버지니아 대학교

## 경력
- 1861 사우스캐롤라이나 찰스턴 변호사 자격 취득
- 남부 연합군 중위 (중령 계급)
- 1866.09 ~ 1866.12 사우스캐롤라이나 뷰퍼트 카운티 선거구 하원의원
- 1876 민주당 전당대회 대의원
- 1887.03 ~ 1890.09 제50·51대 미국 사우스캐롤라이나 제7선거구 연방하원의원
- 1891.03 ~ 1893.03 제52대 미국 사우스캐롤라이나 제7선거구 연방하원의원
- 1895.03 ~ 1896.06 제54대 미국 사우스캐롤라이나 제7선거구 연방하원의원
- 1897.03 ~ 1903.03 제55·56·57대 미국 사우스캐롤라이나 제7선거구 연방하원의원

## 역대 선거 결과
| 선거명        | 직책명                                           | 대수 | 정당   | 득표율 | 득표수  | 결과 | 당락                             |
| ------------- | ------------------------------------------------ | ---- | ------ | ------ | ------- | ---- | -------------------------------- |
| 1866년 선거   | 하원의원 (사우스캐롤라이나 뷰퍼트 카운티 선거구) | 대   | 민주당 | 0%     | 표      | 1위  | 사우스캐롤라이나 주의원 당선     |
| 1884년 선거   | 하원의원 (사우스캐롤라이나 제7선거구)            | 49대 | 민주당 | 34.63% | 4,584표 | 2위  | 낙선                             |
| 1886년 선거   | 하원의원 (사우스캐롤라이나 제7선거구)            | 50대 | 민주당 | 52.14% | 6,493표 | 1위  | 사우스캐롤라이나주 하원의원 당선 |
| 1888년 선거   | 하원의원 (사우스캐롤라이나 제7선거구)            | 51대 | 민주당 | 54.15% | 8,358표 | 1위  | 사우스캐롤라이나주 하원의원 당선 |
| 1890년 재선거 | 하원의원 (사우스캐롤라이나 제7선거구)            | 51대 | 민주당 | 47.47% | 7,814표 | 2위  | 낙선                             |
| 1890년 선거   | 하원의원 (사우스캐롤라이나 제7선거구)            | 52대 | 민주당 | 44.52% | 3,792표 | 1위  | 사우스캐롤라이나주 하원의원 당선 |
| 1894년 선거   | 하원의원 (사우스캐롤라이나 제1선거구)            | 54대 | 민주당 | 59.08% | 5,650표 | 1위  | 사우스캐롤라이나주 하원의원 당선 |
| 1896년 재선거 | 하원의원 (사우스캐롤라이나 제1선거구)            | 54대 | 민주당 | 47.03% | 3,432표 | 2위  | 낙선                             |
| 1896년 선거   | 하원의원 (사우스캐롤라이나 제1선거구)            | 55대 | 민주당 | 63.68% | 4,648표 | 1위  | 사우스캐롤라이나주 하원의원 당선 |
| 1898년 선거   | 하원의원 (사우스캐롤라이나 제1선거구)            | 56대 | 민주당 | 66.46% | 3,030표 | 1위  | 사우스캐롤라이나주 하원의원 당선 |
| 1900년 선거   | 하원의원 (사우스캐롤라이나 제1선거구)            | 57대 | 민주당 | 72.68% | 3,666표 | 1위  | 사우스캐롤라이나주 하원의원 당선 |